# Jianshe (socken i Kina, Heilongjiang, lat 48,51, long 126,06)
Jianshe (kinesiska: 建设, 建设乡) är en socken i Kina. Den ligger i provinsen Heilongjiang, i den nordöstra delen av landet, omkring 310 kilometer norr om provinshuvudstaden Harbin.
Genomsnittlig årsnederbörd är 915 millimeter. Den regnigaste månaden är juli, med i genomsnitt 295 mm nederbörd, och den torraste är februari, med 8 mm nederbörd.